# ژول مانن
ژول مانن (هلندی: Jules Maenen; ۱۵ ژانویهٔ ۱۹۳۲ – ۱۱ فوریهٔ ۲۰۰۷) دوچرخه‌سوار اهل هلند بود.